# Duje Bonačić
Duje Bonačić (Split, 10. travnja 1929. — 24. siječnja 2020.), hrvatski je umirovljeni veslač, osvajač zlatne medalje na Olimpijskim igrama u Helsinkiju 1952. godine. Bio je član i natjecatelj Veslačkog kluba Gusar iz Splita. Osim veslanjem, bavio se i plivanjem i rukometom. 
Sedam puta je osvojio državno prvenstvo u veslanju. Legendarni veslač splitskog Gusara bio je na dan smrti najstariji hrvatski olimpijac, osvajač prve hrvatske zlatne olimpijske medalje 1952. godine u Helsinkiju. Uspješan i kao jedriličar, a kao amaterski filmski snimatelj dobio je brojne nagrade.

## Životopis
Rodio se je u Splitu u Splitu 10. travnja 1929. godine. Ime Dujam je dobio upornošću svoje bake koja je, iako podrijetlom Novak s otoka Hvara, iznimno štovala patrona grada Splita i željela da njezin unuk rođen 10. travnja, dakle ne na blagdan sv. Dujma 7. svibnja. U veslačkom klubu Gusaru bio je veslač, trener, dugogodišnji član uprave, član tehničke komisije te jednu godinu predsjednik kluba (1983.). Bio je legenda splitskog športa i pojam odanosti svome klubu. Na svoju i Gusarovu Matejušku stigao je 1945. godine. Bio je oduvijek duh pokretač. Duje je Petra Šegvića, Jerka Matošića i Velimira Valentu doveo iz svog razreda splitske Realnge gimnazije doveo u veslaonicu Gusara. Uz veslanjem, bavio se je i pliavnjem. Jugoslavenski reprezentativac postao je 1950. godine. Na veslačkom EP u Milanu 1950. su osvojili srebro, no diskvalifikacijom su im odličja oduzeta što je držao najvećom nepravdom. Najveći uspjeh postigao je na Olimpijskim igrama 1952. godine u Helsinkiju, gdje je kao štroker čuvenog Gusarovog četverca osvojio zlato. Tad je Gusarov četverac 1952. godine proglašen najboljim športskim kolektivom u Hrvatskoj i Jugoslaviji. Ista godina bila mu je zadnja godina u jugoslavenskoj reprezentaciji. Studirao je na PMF-u u Zagrebu. Vratio se je u Split gdje je bio devet mjeseci profesionalni trener. Zaposlio se je u Tehničkoj školi, iz koje se uskoro izdvojila Pomorska škola. U Pomorskoj je odradio većinu radnog staža. Kao vanjski suradnik predavao je na Višoj pomorskoj školi u Splitu i Zadru. Dugi niz godina bio je član uprave Gusara i predsjednik tehničke komisije kluba. Visoke dužnosti obnašao je u Veslačkom savezu Jugoslavije gdje je bio član Predsjedništva i predsjednik Stručne i Izborne komisije. Višegodišnji savezni veslački sudac. Bio je odličan organizator pa je vodio kompletnu organizaciju Balkanskog prvenstva u Splitu 1981. godine.
U Pomorskoj školi u Split trinaest godina bio je direktor. Na toj dužnosti bio i član Zajednice pomorskih škola Jugoslavije, kojom je predsjedavao osam godina. Devet je godina radio kao prosvjetni savjetnik za područje Dalmacije, a posljednju godinu pred odlazak u mirovinu bio je direktor Zavoda za prosvjetno-pedagošku službu Dalmacije. Pretkraj karijere se poput mnogih veslača bavio jedrenje. I tu je bio uspješan. Upravljao je malim krstašem Perla kojim je pobijedio na brojnim srednjodalmatinskim regatama. Bio je prvi predsjednik Jedriličarskog kluba Zenta te njegov doživotni počasni predsjednik i utemeljitelj Škole jedrenja Zenta.
Manje je poznat kao kino-sineast. Strastveni snimatelj, aktivan član Kino kluba Split. Osvojio je nagrade na domaćim festivalima amaterskog filma. Spoj tog hobija i veslačkog rada iznjedrio je veliko audio-vizualno bogatstvo Gusarove povijesti u njegovoj osobnoj bogatoj arhivi.
Umro je u 91. godini života.

## Nagrade i priznanja
Dobio je mnoga priznanja, plakete, diplome i nagrade. Ističu se: 
- 1999.: Trofej Hrvatskog olimpijskog odbora za životno djelo 1999.
- 2003.: Red Danice hrvatske s likom Franje Bučara 2003.
- 2007.: Počasnik je Kuće slave splitskog športa.